# Sanne Cant
Pour les articles homonymes, voir Cant.
Sanne Cant, née le 8 octobre 1990 à Ekeren, est une coureuse cycliste belge. Spécialisée dans le cyclo-cross, elle a remporté le championnat du monde de cette discipline en 2017, 2018 et 2019. Elle est également triple championne d'Europe de cyclo-cross (2014, 2015 et 2017), multiple championne de Belgique (2010 à 2024) et triple vainqueur de la Coupe du monde (en 2014-2015, 2015-2016 et 2017-2018).
Elle est également la sœur de Jelle Cant.

## Biographie
Elle pratique l'athlétisme de six à douze ans. En 2003, elle commence le duathlon et y gagne le titre national dès sa première année. Elle fait également du cyclo-cross comme son frère Kevin. Chez les aspirants, elle gagne trois championnats provinciaux de rang. Elle court alors pour le club de Steeds Vooraan Kontich. À 14 ans, elle commence le VTT et gagne le championnat national. Elle roule ensuite chez l'équipe US spa pendant deux ans puis chez l'équipe italienne ASD Sella Italia Guerciotti en 2008. Elle court enfin depuis 2009 pour l'équipe de cyclo-cross BKCP-Powerplus.
Lors de la saison 2010-2011, elle passe un palier en gagnant le titre de championne de Belgique cyclo-cross et en terminant quatrième de la coupe du monde. 

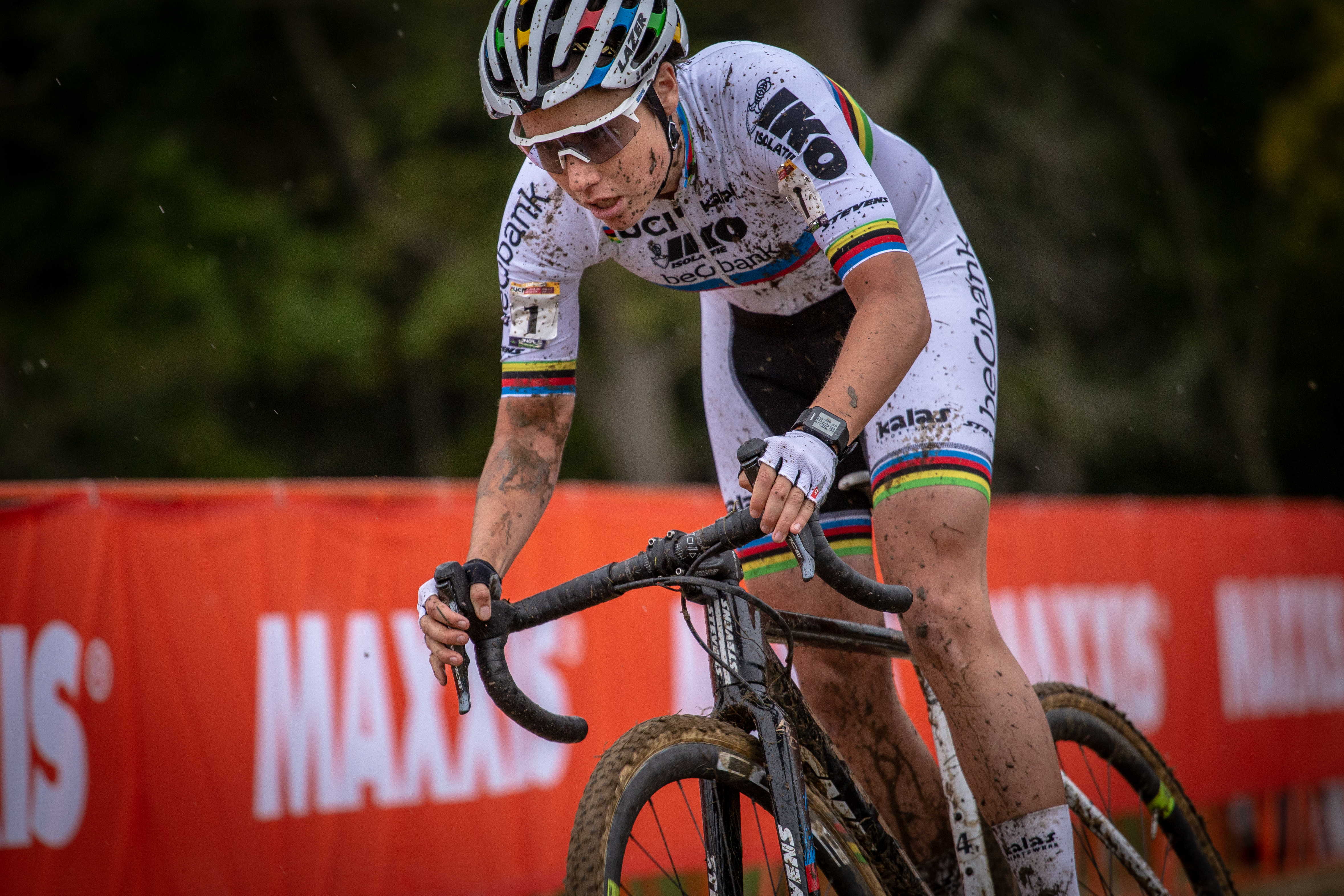
Sanne Cant avec le maillot arc-en-ciel lors de la manche de Coupe du monde à Iowa City en 2018.

Lors de la saison 2014-2015, très régulière, elle remporte le classement général de la Coupe du monde de cyclo-cross. Lors du championnat du monde  2015, elle remporte la médaille d'argent, battue au sprint par la Française Pauline Ferrand-Prévot. Très affectée par sa deuxième place, elle termine malgré tout la saison numéro 1 au classement UCI, en ayant remporté le championnat d'Europe, le championnat de Belgique et la Coupe du monde. En juin 2015, pendant un entrainement, elle est victime d'un accident avec un tracteur et est hospitalisée en raison de blessures aux hanches et aux épaules.
En janvier 2017, elle devient championne du monde de cyclo-cross et en octobre 2017, elle remporte son troisième titre européen. Le 26 décembre 2017, Cant remporte à Heusden-Zolder sa 100e victoire en cyclo-cross. Près d'un mois plus tard, le 3 février, elle renouvelle son titre de championne du monde en s'imposant sur le parcours boueux de Valkenburg.
Le 2 février 2019, elle remporte le titre de championne du monde pour la troisième année de suite. Elle s'impose en solitaire et devance quatre Néerlandaises. Fin juillet, elle est sélectionnée pour représenter son pays aux championnats d'Europe de cyclisme sur route. Elle s'adjuge à cette occasion la quatrième place du relais mixte.
Elle met un terme à sa carrière sur route à l'issue du Grand Prix Yvonne Reynders le 15 août 2024.

## Palmarès en cyclo-cross
| - 2005-2006 - Championne de Belgique de cyclo-cross juniors - 2006-2007 - Championne de Belgique de cyclo-cross juniors - 2007-2008 - Championne de Belgique de cyclo-cross juniors - 2008-2009 - Cyclo-cross de Faè di Oderzo - 2e du championnat de Belgique espoirs - 6e du championnat du monde - 2009-2010 - Championne de Belgique de cyclo-cross - 2010-2011 - Championne de Belgique de cyclo-cross - Classement général du Trophée Gazet van Antwerpen - Trophée GvA #4 - Krawatencross, Lille - 4e de la Coupe du monde - 9e du championnat du monde - 2011-2012 - Championne de Belgique de cyclo-cross - Médaillé de bronze au championnat du monde de cyclo-cross - 6e de la Coupe du monde - 2012-2013 - Championne de Belgique de cyclo-cross - Superprestige #2, Zonhoven - Superprestige #7, Hoogstraten - Superprestige #8, Middelkerke - Classement général du Trophée Banque Bpost - Trophée Banque Bpost #2 - GP Rouwmoer, Essen - Trophée Banque Bpost #3 - Azencross, Loenhout - Trophée Banque Bpost #6 - Internationale Sluitingsprijs, Oostmalle - Fidea GP Neerpelt, Neerpelt - Soudal Cyclocross Leuven, Louvain - 5e de la Coupe du monde - 2013-2014 - Championne de Belgique de cyclo-cross - SOUDAL Jaarmarktcross Niel, Niel - SOUDAL GP Neerpelt, Neerpelt - Superprestige #3-Cyclo-cross d'Asper-Gavere, Gavere - Superprestige #5, Diegem - Classement général du Trophée Banque Bpost - Trophée Banque Bpost #3-Grote Prijs van Hasselt, Hasselt - Trophée Banque Bpost #4-Grote Prijs Rouwmoer, Essen - Trophée Banque Bpost #7 - Krawatencross, Lille - Trophée Banque Bpost #8 - Internationale Sluitingsprijs, Oostmalle - Süpercross Baden, Baden - Vlaamse Industrieprijs Bosduin, Kalmthout - 4e au championnat du monde de cyclo-cross - 4e de la Coupe du monde - 2014-2015 - Championne d'Europe de cyclo-cross - Championne de Belgique de cyclo-cross - Classement général de la Coupe du monde - Coupe du monde #2, Coxyde - Coupe du monde #3, Milton Keynes - Superprestige #1, Gieten - Superprestige #2, Zonhoven - Superprestige #3, Ruddervoorde - Superprestige #4, Gavere - Superprestige #7, Hoogstraten - Superprestige #8, Middelkerke - Trophée Banque Bpost #3, Flandriencross - Trophée Banque Bpost #4, Hasselt - Trophée Banque Bpost #8, Lille - Soudal GP Neerpelt, Neerpelt - Soudal Jaarmarktcross Niel, Niel - Vlaamse Druivencross, Overijse - Soudal Scheldecross, Anvers - Cyclocross van het Waasland, Saint-Nicolas - Cyclocross Otegem - Parkcross Maldegem, Maldeghem - G.P. Stad, Eeklo - Boels Classic Internationale Cyclocross, Heerlen - Internationale Sluitingsprijs, Oostmalle - Médaillée d'argent du championnat du monde de cyclo-cross - 2015-2016 - Championne d'Europe de cyclo-cross - Championne de Belgique de cyclo-cross - Classement général de la Coupe du monde - Coupe du monde de cyclo-cross #3, Coxyde - Coupe du monde de cyclo-cross #5, Heusden-Zolder - Coupe du monde de cyclo-cross #6, Lignières-en-Berry - Classement général du Superprestige - Superprestige #2, Zonhoven - Superprestige #3, Ruddervoorde - Superprestige #4, Gavere - Superprestige #7, Hoogstraten - Superprestige #8, Middelkerke - Classement général du Trophée Banque Bpost - Trophée Banque Bpost #4, Essen - Trophée Banque Bpost #5, Anvers - Trophée Banque Bpost #6, Loenhout - Trophée Banque Bpost #7, Baal - SOUDAL Classics - Jaarmarktcross Niel, Niel - SOUDAL Classics - GP d'Hasselt, Hasselt - Parkcross Maldegem, Maldeghem - G.P. Stad Eeklo, Eeklo - Internationale Sluitingsprijs, Oostmalle - Médaillée de bronze du championnat du monde de cyclo-cross | - 2016-2017 - Championne du monde de cyclo-cross - Championne de Belgique de cyclo-cross - Coupe du monde de cyclo-cross #5, Zeven - Classement général du Superprestige - Superprestige #1, Gieten - Superprestige #2, Zonhoven - Superprestige #4, Gavere - Superprestige #8, Middelkerke - Classement général du IJsboerke Ladies Trophy - IJsboerke Ladies Trophy #3, Hamme - IJsboerke Ladies Trophy #4, Essen - IJsboerke Ladies Trophy #5, Anvers - IJsboerke Ladies Trophy #6, Loenhout - SOUDAL Classics-Waaslandcross, Saint-Nicolas - SOUDAL Classics-Jaarmarktcross, Niel - SOUDAL Classics-Hasselt, Hasselt - Brico Cross Geraardsbergen, Grammont - Kermiscross, Ardoye - Zilvermeercross, Mol - Vestingcross Hulst, Hulst - Internationale Sluitingsprijs, Oostmalle - 2e du classement général de la Coupe du monde - 2017-2018 - Championne du monde de cyclo-cross - Championne d'Europe de cyclo-cross - Championne de Belgique de cyclo-cross - Classement général de la Coupe du monde - Coupe du monde de cyclo-cross #2, Waterloo - Coupe du monde de cyclo-cross #4, Bogense - Coupe du monde de cyclo-cross #5, Zeven - Coupe du monde de cyclo-cross #7, Heusden-Zolder - Coupe du monde de cyclo-cross #9, Hoogerheide - IJsboerke Ladies Trophy #3, Hamme - IJsboerke Ladies Trophy #4, Essen - IJsboerke Ladies Trophy #5, Anvers - IJsboerke Ladies Trophy #6, Loenhout - IJsboerke Ladies Trophy #8, Lille - Classement général du Superprestige - Superprestige #6, Diegem - Superprestige #7, Hoogstraten - Superprestige #8, Middelkerke - Brico Cross Eecklo - Brico Cross Berencross, Meulebeke - Cyclocross Otegem, Otegem - 2018-2019 - Championne du monde de cyclo-cross - Championne de Belgique de cyclo-cross - Classement général du IJsboerke Ladies Trophy - IJsboerke Ladies Trophy #2, Niel - IJsboerke Ladies Trophy #8, Lille - Classement général du Superprestige - Superprestige #5, Zonhoven - Superprestige #6, Diegem - Superprestige #7, Hoogstraten - Brico Cross Berencross, Meulebeke - Brico Cross Rapencross, Lokeren - Zilvermeercross, Mol - SOUDAL Classics-Waaslandcross, Saint-Nicolas - 2e de la Coupe du monde - 4e du championnat d'Europe de cyclo-cross - 2019-2020 - Championne de Belgique de cyclo-cross - 6e du championnat d'Europe de cyclo-cross - 2019-2020 - Championne de Belgique de cyclo-cross - Rectavit Series Waaslandcross, Saint-Nicolas - Ethias Cross - Bredene, Bredene - 2020-2021 - Championne de Belgique de cyclo-cross - 7e du championnat d'Europe de cyclo-cross - 8e du championnat du monde de cyclo-cross - 2021-2022 - Championne de Belgique de cyclo-cross - Ethias Cross - Berencross, Meulebeke - 10e du championnat d'Europe de cyclo-cross - 10e du championnat du monde de cyclo-cross - 2022-2023 - Championne de Belgique de cyclo-cross - 2023-2024 - Championne de Belgique de cyclo-cross - Exact Cross #4, Loenhout - Médaillée de bronze du championnat du monde de cyclo-cross en relais mixte - Médaillée de bronze du championnat d'Europe de cyclo-cross en relais mixte - 8e du championnat d'Europe de cyclo-cross - 2024-2025 - Cyclocross Otegem, Otegem - 9e du championnat du monde de cyclo-cross |

## Palmarès en VTT
- 2009
  -  Championne de Belgique de cross-country
- 2012
  - 2e du championnat de Belgique de cross-country
- 2013
  - 2e du championnat de Belgique de cross-country

## Palmarès sur route

### Par années
- 2018
  - 3e du championnat de Belgique sur route
- 2023
  - 2e du Grand Prix Yvonne Reynders

### Résultats sur les grands tours

#### Tour de France

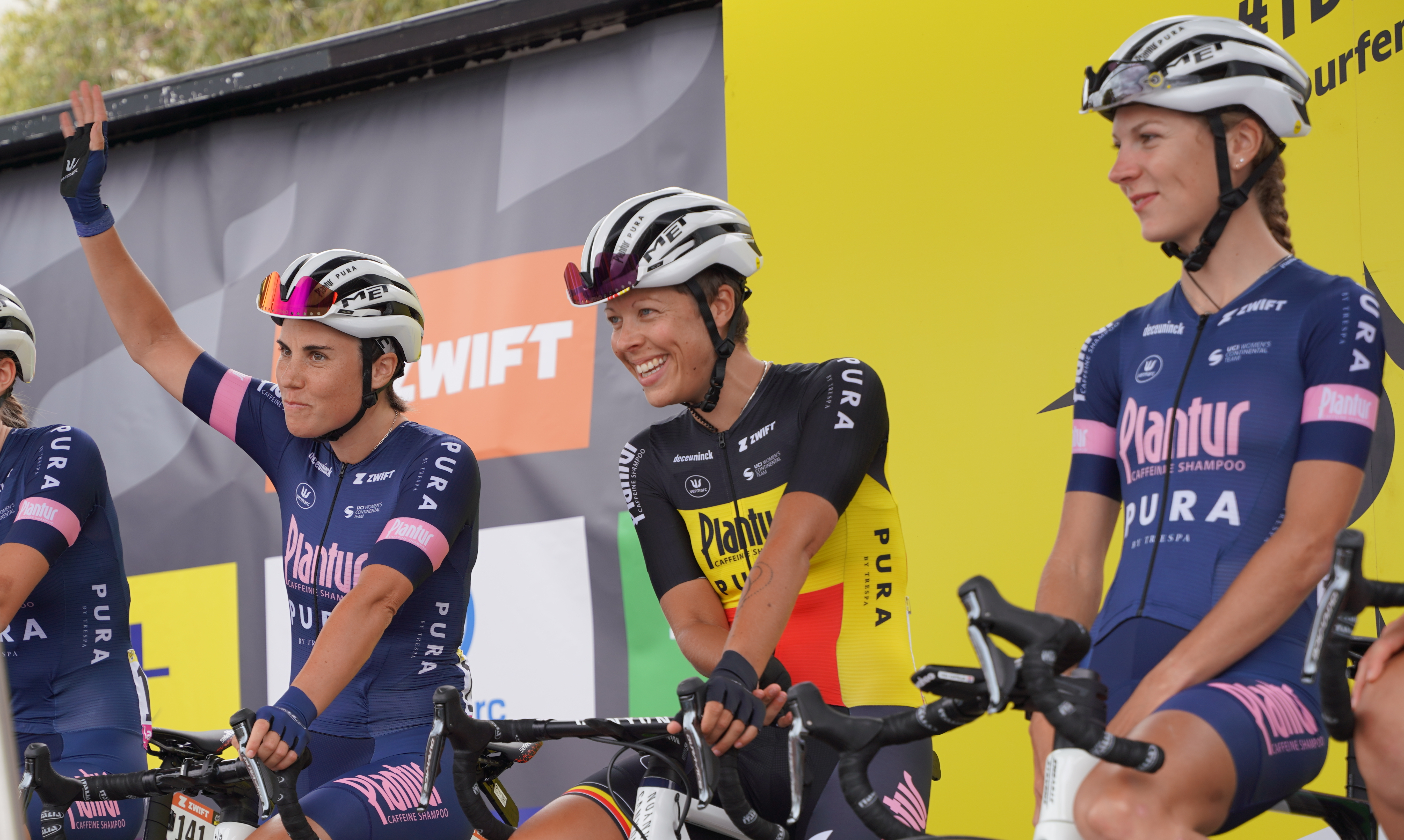
3e étape du Tour de France Femmes 2022.

2 participations :
- 2022 : 62e
- 2023 : 85e

#### Tour d'Italie
1 participation
- 2024 : 37e

### Classements mondiaux
| Année                                 | 2013 | 2014 | 2015 | 2016 | 2017 | 2018 | 2019 | 2020 | 2021 | 2022 | 2023 | 2024 |
| ------------------------------------- | ---- | ---- | ---- | ---- | ---- | ---- | ---- | ---- | ---- | ---- | ---- | ---- |
| Classement UCI                        | 296e | nc   | nc   | 662e | 399e | 407e | 726e | nc   | 433e | 122e | 481e | 229e |
| UCI World Tour                        |      |      |      | nc   | nc   | nc   | nc   | nc   | 139e | 127e | 216e | 298e |
|                                       |      |      |      |      |      |      |      |      |      |      |      |      |
| Légende : nc = non classéSource : UCI |      |      |      |      |      |      |      |      |      |      |      |      |

## Distinctions
- Trophée Flandrien : 2017, 2018
- Vélo de cristal : 2019